# 高橋ソース
高橋ソース株式会社（たかはしソース）は、埼玉県本庄市に本社を置く、カントリーハーヴェストをはじめとする有機ソースやドレッシング・ケチャップの製造販売を行っている企業である。

## 沿革
- 1946年6月 - 創業者　高橋専蔵が埼玉県本庄市駅南1丁目1番19号においてソース製造業を開業する 高橋専蔵商店と言う屋号の米穀店での出発
- 1952年4月 - 本格的にソース製造を開始。高橋ソース株式会社と改称、法人組織に改組し、高橋専蔵が代表取締役に就任
- 1976年8月 - 工場を改築（第1期）。製品部門の新築を行い、品質の向上、衛生管理の向上、生産能力の向上、労力の削減、並びに作業の安全性を図る。
- 1981年7月 - 工場を改築（第2期）。充填部門の改築
- 1984年10月 - 生産量の増加により消費者様向けよう充填ラインと業務用充填ラインに分け、生産を始める。また、ミニパックソースの生産増加に伴いミニパック充填機を増設する。
- 1985年10月 - 焼肉のたれ、牛丼のたれ、ハンバーグソースの生産を始める。
- 1986年10月 - 特別栽培野菜・果実を使用したソース カントリーハ―ヴェストを発売
- 1988年4月 - 高橋博志、代表取締役に就任
- 1989年4月 - 国産トマト使用トマトケチャップの生産を始める
- 1992年4月 - 資本金を1000万円に増資
- 1993年10月 - 高橋ソース第2工場を埼玉県本庄市下野堂603-36へ新設、オーガニック専用工場として生産を始める。
- 1995年9月 - 第2工場敷地内に物流センターを新築
- 1997年4月 - オーガニック材料を使用したソース、ケチャップを発売
- 1998年4月 - オーガニック認定を受け、QAI認定工場となる
- 2001年 - 有機JAS認定製造工場を取得する。有機JAS認定ソース、トマトケチャップ、ドレッシングを発売する
- 2002年 - 資本金を4800万円に増資
- 2003年5月 - 新本社工場新築。旧本社工場と第2工場を統合し、新本社工場を稼働。衛生管理と生産能力の向上を図る
- 2004年3月 - 有機JAS認定小分け工場を取得、有機砂糖を販売する
- 2005年7月 - 有機JAS認定輸入業者を取得(有限会社オーガニックファーマズクラブ)
- 2007年8月 - 食品衛生規格のISO22000認定を取得
- 2009年10月 - ソフトボトルタイプの有機トマトケチャップを発売
- 2010年9月 - 有機トマトジュース180ml缶と、有機トマトピューレ300g瓶を発売
- 2011年2月 - 有機バルサミコドレッシング、有機レモンドレッシングの発売
- 2012年4月 - 高橋亮人、代表取締役に就任